# Orlen Termika
Orlen Termika S.A. (dawniej Elektrociepłownie Warszawskie SA, Vattenfall Heat Poland SA oraz PGNiG TERMIKA S.A.) – zespół elektrowni, elektrociepłowni i ciepłowni w rejonie Warszawy należący do Grupy Orlen.
W skład zespołu Elektrociepłownie Warszawskie wchodzą lub wchodziły następujące obiekty:
- Elektrownia Powiśle uruchomiona w 1904, zamknięta na początku lat 90.
- Elektrownia Pruszków uruchomiona w 1914, od lutego 1959 Elektrociepłownia Pruszków
- Elektrociepłownia Żerań uruchomiona w 1954
- Elektrociepłownia Siekierki uruchomiona w 1961
- Ciepłownia Wola uruchomiona w 1974
- Elektrociepłownia Kawęczyn uruchomiona w 1983, od 1 lipca 2005 Ciepłownia Kawęczyn
- Elektrociepłownia Pruszków II w Mosznej – nigdy nie uruchomiona

Spółka posiada koncesje URE na:
- wytwarzanie ciepła,
- wytwarzanie energii elektrycznej,
- przesyłanie i dystrybucję ciepła.

## Historia
Elektrociepłownie warszawskie zostały skomercjalizowane w październiku 1993 r. jako jednoosobowa spółka Skarbu Państwa pod firmą Elektrociepłownie Warszawskie S.A. i następnie sprywatyzowane w 2000 r. przez Ministerstwo Skarbu poprzez sprzedaż szwedzkiemu koncernowi Vattenfall AB za prawie 1 mld złotych pakietu 55 proc akcji. Od 1 stycznia 2006 roku spółka nosiła nazwę Vattenfall Heat Poland S.A. W roku 2011 99,8 procent akcji Vattenfall Heat Poland kupiło PGNiG za 2,96 mld zł.
25 czerwca 2024 prezesem został Andrzej Gajewski (był prezesem zarządu także w latach 2013–2015).